# Donald T. Campbell
Donald Thomas Campbell (20 de noviembre de 1916 - 5 de mayo de 1996) fue un psicólogo estadounidense, conocido por sus trabajos sobre metodología. Acuñó el término "epistemología evolutiva" y desarrolló una teoría seleccionista de la creatividad humana. La encuesta titulada "Review of General Psychology", publicada en 2002, sitúa a Campbell en el puesto 33 de la lista de los psicólogos más citados del siglo XX.

## Biografía
Campbell nació en 1916, y antes de graduarse completó su educación en psicología en la Universidad de California, Berkeley, donde él y su hermana más joven, Fayette, se graduaron primero y segunda, respectivamente, del curso de 1939.
Tras servir en la Reserva Naval de los EE. UU. durante la Segunda Guerra Mundial, se doctoró en psicología en 1947 en Berkeley. Posteriormente trabajó en las facultades de la Universidad Estatal de Ohio, de la Universidad de Chicago, de la Universidad Northwestern, y de la Universidad de Lehigh.
Ejerció como docente en la Universidad de Lehigh, que instituyó los Premios de Investigación de Ciencias Sociales Donald T. Campbell. Anteriormente había desarrollado su carrera en la Maxwell School de la Universidad de Siracusa de 1979 a 1982, y en la Universidad Northwestern de 1953 a 1979. Pronunció la Conferencia William James en la Universidad de Harvard en 1977. En junio de 1981, trabajando con Alexander Rosenberg, Campbell organizó una conferencia internacional celebrada en Cazanovia, Nueva York, para formular el programa de lo que él llamó una "Sociología Epistemológicamente Relevante de la Ciencia". Según reconoció el propio Campbell, este proyecto era al menos por entonces prematuro.
Fue elegido miembro de la Academia Nacional de Ciencias en 1973, y en 1975 accedió a la presidencia de la Asociación Estadounidense de Psicología.
Entre otros honores, recibió el Premio a las Contribuciones Científicas Destacadas de la Asociación Estadounidense de Psicología; y el Premio a su Contribución Señalada en Investigación sobre Educación de la Asociación de Investigación Educativa Estadounidense, así como grados honoríficos de las Universidades de Míchigan, Florida, Chicago, y del Sur de California.

## Trabajo
Campbell hizo contribuciones en una amplia variedad de disciplinas, incluyendo psicología, sociología, antropología, biología, estadística, y filosofía.
Tuvo como foco principal de interés durante su carrera el estudio del conocimiento falso (los sesgos y prejuicios que envenenan todas las relaciones en las disciplinas académicas donde aquellos que defienden intereses personales perpetúan teorías erróneas).

### Procedimientos de validación
Campbell argumentó que el uso sofisticado de muchas aproximaciones, cada cual con sus propios defectos medibles distintos, es necesario para diseñar proyectos de investigación fiables. El artículo que escribió junto con Donald W. Fiske para presentar esta tesis, "Validación Convergente y Discriminante por el procedimiento de la Matriz multirrasgo-multimétodo", es uno de los más frecuentemente citados en la literatura sobre ciencias sociales.

### Variación ciega y retención selectiva
La "variación ciega y retención selectiva" es un término introducido por Donald T. Campbell para describir el principio fundamental de la evolución cultural subyacente. En cibernética, se contempla como un principio para describir el cambio en sistemas evolutivos en general, no exclusivamente en organismos biológicos. Por ejemplo, también puede ser aplicado al descubrimiento científico, a la evolución memética o a la programación genética. Como tal, conforma una idea básica posteriormente denominada como Darwinismo Universal.

### Epistemología evolutiva
Aplicando el principio de la "variación ciega y retención selectiva" a la evolución del conocimiento, Campbell fundó el ámbito de epistemología evolutiva, que puede ser vista como una generalización de la filosofía de la ciencia de Karl Popper, quien concibe el desarrollo de nuevas teorías como un proceso de proposición de conjeturas (variación ciega) seguido por la refutación (eliminación selectiva) de aquellas conjeturas que son empíricamente falsables. Campbell añadió que la misma lógica de variación ciega y retención de eliminación selectiva subyace en todos los procesos del conocimiento, no solo científicos. Así, este mecanismo explicaría tanto la creatividad como la evolución del conocimiento instintivo y de nuestras capacidades cognitivas en general.

### "La Sociedad Experimental"
Campbell también tuvo una visión de cómo la política pública podría ser mejorada a través del uso de la experimentación. Argumentó que para obtener un método más colaborativo de política pública es necesario implicar a las distintas partes interesadas y utilizar la experimentación y la toma de datos como guía para la toma de decisiones. Expuso su visión de este tema en el ensayo titulado La Sociedad Experimental.
Su libro de investigación titulado "Experimental and Quasi-Experimental Designs for Research" (Diseños Experimentales y Quasi-Experimentales de Investigación) se convirtió en una referencia estándar en los círculos de evaluación política. Campbell no pretendía que su trabajo fuera usado como un programa de evaluación, pero como él mismo describió en su obra "Donald Campbell: The Accidental Evaluator" (Donald Campbell: El Evaluador Accidental), su devoción a la comprensión de la causalidad del comportamiento humano, y sobre cómo solucionar los conflictos sociales le dirigieron hasta allí.

### "Etnocentrismo de las Disciplinas"
Campbell era un amplio conocedor, amplio y desconfiado, de los sectores académicos en los que el saber de una disciplina residía en grupos pequeños separados de otros campos. Parodiando esta situación, escribió un artículo titulado "Modelo de la Escama de Omniscencia" en el que pedía a los estudiosos que trabajasen para crear puentes (o ¡escamas superpuestas!) entre las distintas disciplinas.

## Desarrollo posterior de sus ideas
En los años 1990, la formulación de Campbell del mecanismo de la "variación-ciega-y-retención-selectiva" fue desarrollado y extendido a otros ámbitos bajo las etiquetas de "Teoría de la Selección Universal" o "Seleccionismo Universal" por sus discípulos Gary Cziko, Mark Bickhard, y Francis Heylighen.

## Trabajos seleccionados
- 1959, with Donald W. Fiske, "Convergent and discriminant validation by the multitrait-multimethod matrix, In: Psychological Bulletin 56/1959 No. 2, pp. 81-105.
- 1963, with Julian C. Stanley, "Experimental and Quasi-Experimental Designs for Research.
- 1965, "Variation and selective retention in socio-cultural evolution". In: Herbert R. Barringer, George I. Blanksten and Raymond W. Mack (Eds.), Social change in developing areas: A reinterpretation of evolutionary theory, pp. 19–49. Cambridge, Mass.: Schenkman.
- 1969, "Ethnocentrism of disciplines and the fish-scale model of omniscience, In: M. Sherif & C. W. Sherif (Eds.), Interdisciplinary Relationships in the Social Sciences, Boston 1969, pp. 328-348
- 1970, "Natural selection as an epistemological model". In Raoul Naroll and Ronald Cohen (Eds.), A handbook of method in cultural anthropology, pp. 51–85. New York: National History Press.
- 1972, "On the genetics of altruism and the counter-hedonic components in human culture". Journal of Social Issues 28 (3), 21-37.
- 1974, "Downward causation in hierarchically organised biological systems". In Francisco Jose Ayala and Theodosius Dobzhansky (Eds.), Studies in the philosophy of biology: Reduction and related problems, pp. 179–186. London/Basingstoke: Macmillan.
- 1974, Unjustified variation and retention in scientific discovery. In Francisco Jose Ayala and Theodosius Dobzhansky (Eds.), Studies in the philosophy of biology: Reduction and related problems, pp. 141–161. London/Bastingstoke: Macmillan.
- 1974, "Evolutionary Epistemology." In The philosophy of Karl R. Popper edited by P. A. Schilpp, 412-463. LaSalle, IL: Open Court.
- 1975, "On the Conflicts between Biological and Social Evolution and between Psychology and Moral Tradition." American Psychologist 30: 1103-26.
- 1976, "Assessing the Impact of Planned Social Change," Occasional Paper Series, Paper #8, The Public Affairs Center, Dartmouth College.
- 1979, "Quasi-Experimentation: Design and Analysis Issues for Field Settings" with Thomas D. Cook.
- 1987, "Evolutionary epistemology." In: Evolutionary epistemology, rationality, and the sociology of knowledge, pp. 47–89.
- 1990, "Epistemological roles for selection theory," In Evolution, cognition, and realism: Studies in evolutionary epistemology, pp. 1–19.
- 1990, "Levels of organization, downward causation, and the selection-theory approach to evolutionary epistemology". In: G. Greenberg and E. Tobach (Eds.), Theories of the evolution of knowing, pp. 1–17. Hillsdale, NJ: Lawrence Erlbaum.
- 1994, "How individual and face-to-face group selection undermine firm selection in organizational evolution". In J.A.C. Baum and J.V. Singh (Eds.) Evolutionary dynamics of organizations, pp. 23–38. New York: Oxford University Press.
- 2003, with Bickhard, M. H., "Variations in variation and selection: The ubiquity of the variation-and-selective-retention ratchet in emergent organizational complexity." In Foundations of Science, 8(3), 215–282.